# سیارک ۴۷۳۵
سیارک ۴۷۳۵ (به انگلیسی: 4735 Gary، نامگذاری:1983AN) چهار هزار و هفتصد و سی و پنجمین سیارک کشف شده‌است که در ۹ ژانویه ۱۹۸۳ کشف شد.
قدر مطلق سیارک برابر ۱۲٫۷۰ است.